# Morinaga Toshiharu
Toshiharu Morinaga (sinh ngày 23 tháng 2 năm 1982) là một cầu thủ bóng đá người Nhật Bản.

## Sự nghiệp câu lạc bộ
Toshiharu Morinaga đã từng chơi cho Tokyo Verdy.